# Morta di soap
Morta di soap è il primo e unico libro scritto dall'attrice Adele Pandolfi, pubblicato nel 2001.
L'opera è incentrata sulle vicende vissute dall'attrice nei quattro anni di permanenza nel cast della soap opera Un posto al sole.

## Trama e contenuti
Adele Pandolfi è stata nel cast di Un posto al sole per quasi mille puntate. In questo libro l'attrice racconta retroscena, aneddoti e curiosità nei suoi quattro anni di permanenza nella soap. Il lettore verrà così a conoscenza, tra le altre cose, quando sia difficile riuscire a far prevalere la propria idea in un set televisivo e quanto c'è di buono e cattivo in ogni attore che ha interpretato, fino al 2001, la nota soap napoletana.
Nel libro, seppur con benevolenza, l'attrice si scaglia contro la decisione degli autori di far uscire Rita dal cast, in quanto la morte di quel personaggio per mano di un malvivente risulta essere un grave messaggio negativo: un cittadino onesto, testimone di un omicidio, viene ucciso per vendetta e per assicurarsi il suo silenzio. Della stessa opinione risulta essere anche Giovanni Minoli, il principale realizzatore di Un posto al sole, che per il libro stende la prefazione.

## Edizioni
- Adele Pandolfi, Morta di soap, Tullio Pironti, 2001,  p. 95.